# کالیه کوپر
کالیه کوپر (انگلیسی: Kahleah Copper؛ زادهٔ ۲۸ اوت ۱۹۹۴) بازیکن بسکتبال اهل ایالات متحده آمریکا است.